# تشارمنغ (فلم)
تشارمنغ (بالإنجليزية: Charming) هو فيلم رسوم متحركة رومانسي كوميدي أمريكي صدر عام 2018 من إخراج روس فينكور وبطولة ويلمر فالديراما وديمي لوفاتو وأفريل لافين وآشلي تيسديل وسيا فورلر وجي إي إم.

## القصة
قصة الفيلم تتكلم عن الأمير تشارمنغ الذي يخطب كل من سندريلا وأميرة الثلج والجميلة النائمة، لكن الأمير تشارمنغ يتعرف على امرأة ثانية اسمها لينور ويقعان بحب بعض.

## البطولة
- ديمي لوفاتو بدور لينور.
- ويلمر فالديراما بدور الأمير تشارمنغ.
- سيا فورلر بدور أوراكل.
- أفريل لافيغن بدور بياض الثلج.
- آشلي تيسديل بدور سندريلا.
- جي إي إم بدور الجميلة النائمة.
- نيا فاردالوس بدور نيميني نيفرويش.
- جون كليز بدور الساحرة.
- ستيف أوكي.

## وصلات خارجية
- مقالات تستعمل روابط فنية بلا صلة مع ويكي بيانات

- تشارمنغ على قاعدة بيانات الأفلام على الإنترنت